# عقارب (حماة)
عقارب وتعرف أيضًا باسم عقارب الصافية؛ هي بلدة سورية تتبع في منطقة سلمية في محافظة حماة في الريف الشرقي، تقع على مسافة نحو 31 كم شرق مدينة حماة، بلغ عدد سكانها 3830 نسمة في عام 2004. سكانها هم في الغالب من أتباع الطائفة السنية.

## تاريخ
يرجح أن تاريخ إعمارها يعود إلى العام 1876. وتأسست عقارب في أواخر القرن التاسع عشر على أيدي مهاجرين إسماعيليين من منطقة شيزر، وهي بلدة تقع غرب حماة. طُرد الإسماعيليون من منازلهم من قبل عائلة بارزة من ملاك الأراضي ومقرها حماة والتي كانت تملك المنطقة المحيطة بشيزر. وكان جزء من السبب وراء اختيار المهاجرين للاستقرار في عقارب هو قربها من السلمية، مركز الحياة الإسماعيلية في سوريا.